# Isla Ardley

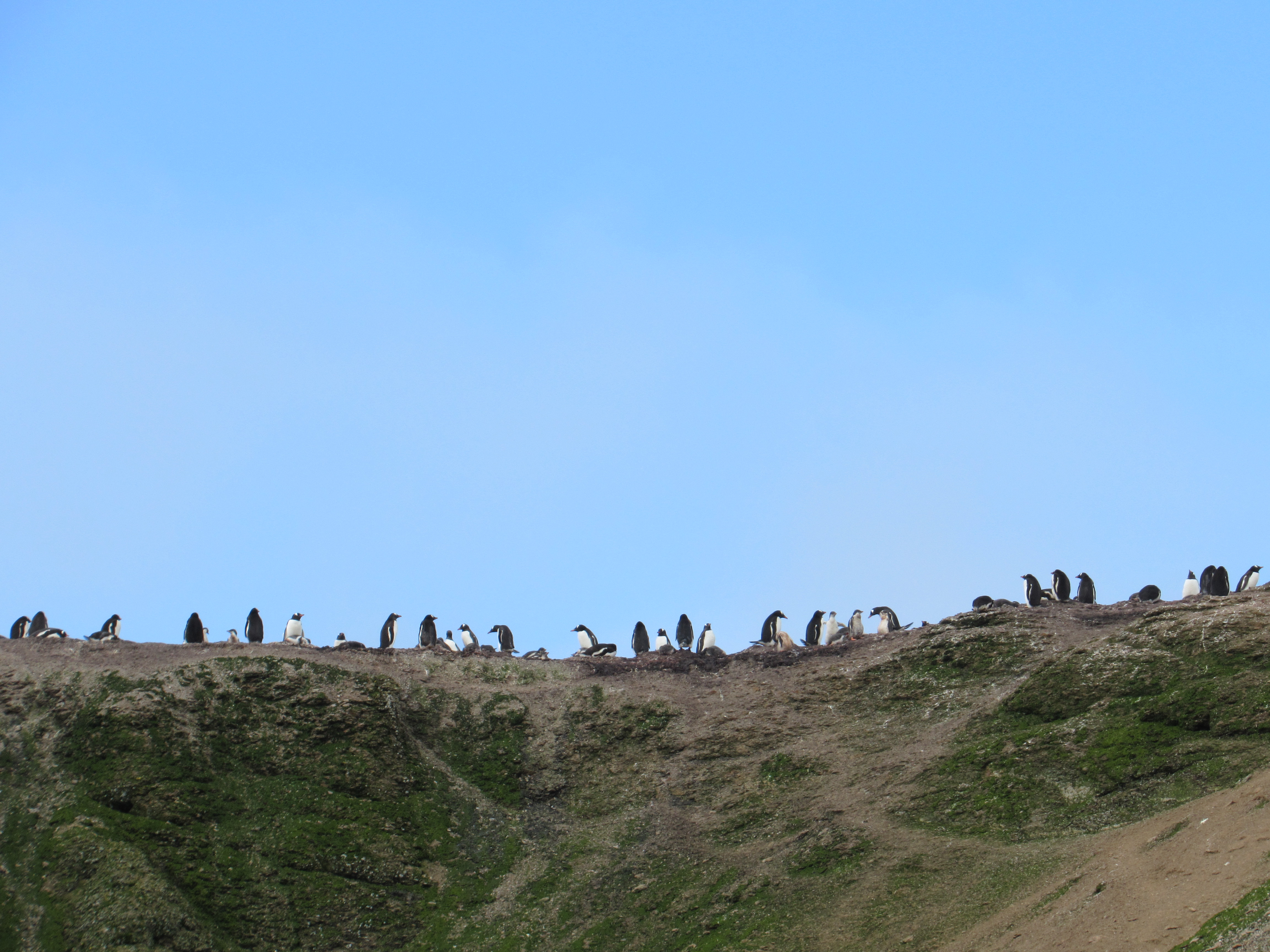
Pingüinos juanito en la isla Ardley.

La isla Ardley es una isla oceánica libre de hielo de 1,9 kilómetros de largo ubicada a 62°13′S 58°56′O / -62.217, -58.933, frente a la bahía Fildes/Guardia Nacional, la cual se ubica en la costa sur-occidental de la isla Rey Jorge (o 25 de Mayo) en las islas Shetland del Sur de la Antártida. En bajamar queda unida a la península Fildes de la isla Rey Jorge por un istmo de 450 m de largo y 8 m de ancho en su parte más delgada, por lo que también es conocida como península Ardley. Tiene 1,7 km de ancho por 0,7 de alto latitudinal. 
En su sector norte sobresalen de la isla de oeste a este las puntas: Dar, Luis y Faro y al noreste la punta Braillard. Al este se halla la punta Manning, al sudeste la punta Dong Chen, al sur la punta Eulogia y al oeste la punta Fass.

## Historia
En 1935 fue cartografiada como una península por el teniente A.L. Nelson de la Marina Real británica, perteneciente al Discovery II, y bautizada en homenaje al teniente R.A.B. Ardley, un reservista naval que fuera oficial de la nave entre 1929 y 1933. Posteriormente, fotografías aéreas de FIDASE (Falkland Islands and Dependencies Aerial Survey Expedition) en diciembre de 1956 comprobaron que realmente era una isla, aunque hasta la actualidad los mapas de algunos países siguen refiriéndola como península. Ha sido designada como una Zona Antártica Especialmente Protegida (ZAEP-150) debido a la presencia de una colonia de aves marinas y se requiere de un permiso de ingreso. Desde 1991 es un Sitio de Especial Interés Científico (SSSI n.º 33).

## Fauna
La isla ha sido identificada como un área importante para la conservación de las aves por BirdLife International debido a que posee una colonia de crías de 4600 parejas de pingüinos juanito, además la habitan las siguientes especies: pingüino adelaida, pingüino barbijo, abanto marino antártico, paíño de Wilson, paíño ventrinegro, petrel damero, Págalo subantártico y charrán antártico.
Un estudio de 2016 examinó los sedimentos del lago de guano y estudió la dinámica de la población de pingüinos en los últimos 7000 años. Tres de cinco fases de crecimiento poblacional fueron terminadas abruptamente debido a numerosas erupciones volcánicas provenientes del volcán activo de la isla Decepción, 120 km al suroeste.

## Estructuras
En la isla existen construcciones de Argentina y de Chile ubicadas en la parte norte de la isla. El refugio naval Teniente Ballvé de la Armada Argentina es la construcción más antigua del área de la bahía Guardia Nacional (también llamada Fildes o Maxwell). Fue inaugurado en la zona de punta Luis el 6 de diciembre de 1953 con el nombre de refugio naval Península Ardley y habilitado en las campañas 1954-1955 y 1955-1956 como refugio naval Teniente Ballvé. Durante la campaña 1996-1997 fue habilitado como base Ballvé, funcionando como una base antártica temporal que luego fue cerrada, volviendo a utilizarse como refugio. El refugio consiste en una cabaña de alojamiento para 4 personas y una cabaña de refugio situada a unos 25 metros, ambas de madera y bien equipadas con alimentos y combustible. Ocho grandes tanques de gas se almacenan junto a la cabaña de refugio. A fines de enero de 2006 la Armada Argentina remodeló la cercana baliza Ardley -ubicada a 400 m al este del refugio en la punta Faro- que facilita la navegación en la bahía Fildes/Guardia Nacional/Maxwell.
El refugio Julio Ripamonti I es una pequeña base científica de verano del Instituto Antártico Chileno catalogada como refugio. Se localiza a 50 m al oeste del refugio Ballvé en la zona de punta Luis y fue inaugurado en enero de 1982. Tiene capacidad para una dotación de 4 personas y se compone de 4 módulos. En 1997 el Instituto Alfred Wegener de Alemania transfirió a Chile el refugio Ardley, construido por la República Democrática Alemana y ubicado a 100 metros al suroeste de la punta Braillard en el sureste de la isla dentro de las colonias de crías de pingüinos. Fue renombrado como Ripamonti II y es un anexo del refugio Julio Ripamonti.

## Reclamaciones territoriales
Argentina incluye a la isla en el departamento Antártida Argentina dentro de la provincia de Tierra del Fuego, Antártida e Islas del Atlántico Sur; para Chile forma parte de la comuna Antártica de la provincia Antártica Chilena dentro de la Región de Magallanes y de la Antártica Chilena; y para el Reino Unido integra el Territorio Antártico Británico. Las tres reclamaciones están sujetas a los términos del Tratado Antártico.
Nomenclatura de los países reclamantes:
- Argentina: península Ardley
- Chile: península Ardley
- Reino Unido: Ardley Island